# Josef Smektala
Josef Smektala (* 11. Februar 1903 in Dortmund; † 17. Februar 1982 ebenda) war ein deutscher Politiker (SPD, vorher KPD). Er war von 1954 bis 1970 Mitglied des Landtags von Nordrhein-Westfalen.

## Leben
Nach der Volksschule besuchte Josef Smektala die Berufsschule und machte ab 1917 eine Ausbildung zum Dreher. In dem Beruf arbeitete er bis 1924. 1919 ist Smektala Mitglied des Christlichen Metallarbeiterverbandes geworden, ein Jahr später im Deutschen Metallarbeiterverband. Er war von 1924 bis 1927 als Redakteur und dann bis 1933 als Mitarbeiter verschiedener Zeitungen tätig. Von 1935 bis 1939 war Smektala wieder als Dreher beschäftigt. Von 1939 bis 1945 und von 1947 bis 1951 arbeitete Smektala als technischer Leiter eines Kleinbetriebes.
Im Jahr 1920 wurde er Mitglied der KPD. Nach einem zeitweisen Parteiausschluss zwischen 1928 und 1932 war er anschließend wieder KPD-Mitglied und führte auch nach der „Machtübernahme“ durch die Nationalsozialisten im Jahr 1933 die Parteiaktivitäten in der Illegalität fort, weswegen er von März bis Juni 1933 in sogenannte Schutzhaft kam und in Dortmund, Hamborn und Brauweiler inhaftiert war. Am 20. November 1937 wurde er erneut verhaftet und erst im Juli 1938 wieder freigelassen.
Nach dem Zweiten Weltkrieg trat Smektala zunächst 1945 wieder in die KPD ein, wechselte aber 1950 zur SPD. 1952 wurde er geschäftsführender Vorsitzender des Ortsausschusses des Deutschen Gewerkschaftsbundes Dortmund. In den 50er Jahren engagierte sich Smektala auch als Vorsitzender des Dortmunder Arbeitsausschusses Kampf dem Atomtod. 1959 wurde er Mitglied des Vorstands und ab August 1960 Vorsitzender der Landesversicherungsanstalt Westfalen. 1968 wurde Smektala Landesbezirksvorstandsmitglied des DGB.
Bei den Landtagswahlen in den Jahren 1954, 1958, 1962  und 1966 wurde Smektala jeweils als Direktkandidat der SPD im Wahlkreis 107 (Dortmund II) in den nordrhein-westfälischen Landtag gewählt. Er war Abgeordneter vom 13. Juli 1954 bis 25. Juli 1970. Vom 1. März 1956 bis zum 12. Juli 1958 war er stellvertretender Vorsitzender der SPD-Landtagsfraktion.